# 増井敬史
増井 敬史（ますい けいじ、1959年– ）は日本の政治家。奈良県生駒郡安堵町町議会議員。一般会計決算審査特別委員会委員長を務めた。議会だより編集委員会

## 来歴
- 1959年（昭和34年） - 誕生
- 1964年（昭和39年） - 大阪星光学院高等学校入学
- 1967年（昭和42年） - 関西大学入学
- 2015年（平成27年）4月26日 - 安堵町議会議員選挙に立候補し、227票を得て初当選[4]
- 2018年（平成30年）1月25日 - 辞職願提出、同日受理[5][6]
- 2019年（平成31年）
  - 4月21日 - 統一地方選挙後半戦の安堵町議会議員選挙に出馬し、217票を得て当選[7]
  - 11月11日 - 安堵町議会が増井に対する辞職勧告決議案を可決（増井本人は辞職を拒否）
- 2023年（令和5年） - 安堵町議会議員選挙に立候補し、無投票で当選[8]

## 主張
- 中国は日本の国難に乗じて侵攻しようとしている、と主張[9]。
- 民進党の議員の能力は著しく劣っている、と主張[9]。
- 工作員による日本の歴史を捏造・自虐史観を刷り込みする戦略が進められている、と主張[9]。

## 政治的動静
- 2015年、災害時浸水に於ける対策を質問した[10]。
- 2016年、地震等の災害時に於ける、地域住民が利用する施設などの広域相互支援締結について質問した[11]。
- 2017年6月6日に安堵町議会定例会会議に参加した[12]。

## Facebookへのヘイトスピーチ投稿問題
Facebook上において参議院議員の一人を在日認定し、「極悪非道の在日Korean」「万死に値して余りある」「両足を牛にくくりつけて股裂きの刑にしてやりたい」と投稿。これがヘイトスピーチに当たるとFacebookから認定され、当該投稿が削除された上に3日間の投稿禁止というペナルティを受けた。加えて、首相経験者の野党議員を誹謗中傷した上で「ポアしてほしい」などと書き込んだことも、殺害予告とヘイトスピーチであるとして大きな問題となった。これに関するメディアからの取材に対して、増井は、「言葉のあやだ。自分の投稿にファンがいて興奮して書いた」などとコメントしている。また、発言の責任を問う進退については、「それだったら左翼の思うつぼなので」と述べ、辞任を真っ向から否定した。安堵町議会はこのヘイトスピーチ問題について増井の人格資質が問われ、処分を検討した。増井は議長に対し混乱を招いたことを謝罪、2018年1月25日に議員辞職した。
2019年に町議会議員に返り咲いたのち、「韓国の強姦と売春の文化は世界中で既に有名ですね！」などといったヘイトスピーチをFacebook上に投稿し、再び大きな問題となった。これを問題視した安堵町議会は、臨時議会で、増井に対する辞職勧告決議案を増井本人を除く全会一致で可決した。これに対して、増井は、辞職を拒んだ。